# Bernardia odonellii
Bernardia odonellii là một loài thực vật có hoa trong họ Đại kích. Loài này được Villa mô tả khoa học đầu tiên năm 1960.